# 伊娜·尤斯特
伊娜·尤斯特（德語：Ina Justh，1969年12月19日—），德国女子赛艇运动员。她曾代表东德、德国参加世界赛艇锦标赛，获得一枚金牌和一枚铜牌。她也曾参加1996年夏季奥林匹克运动会。